# Кацнельсон, Илья Нисунович
Илья Нисунович Кацнельсон (25 февраля 1903 года, г. Старые Дороги, Российская империя — 1996) — советский военачальник, генерал-майор (17.11.1943).

## Биография
Родился 25 февраля 1903 года в городе Старые Дороги в Белоруссии в семье ремесленника. Окончил неполную среднюю школу.
В Красной Армии с 1921 года.
В 1922 году вступил в ВКП(б).
В 1923 году окончил пехотную школу, командовал стрелковыми подразделениями.
В 1928 году окончил курсы политработников. Был политруком роты, инструктором политотдела военного округа.
В ходе Великой Отечественной войны — заместитель начальника тыла Калининского, Сталинградского, Брянского фронтов.
Указом Президиума Верховного Совета СССР от 23 апреля 1942 года "За образцовое выполнение заданий Командования по обеспечению действующей армии зимним обмундированием в зиму 1941-1942 года"   — бригадный комиссар Кацнельсон награждён орденом Красного Знамени.
17 ноября 1943 года Кацнельсону присвоено воинское звание генерал-майор.
В июне 1944 года назначен заместителем начальника тыла 4-го Украинского фронта.
С сентября того же года и до конца войны — заместитель командующего 4-го Украинского фронта — начальник тыла фронта.
Находясь на этой должности Кацнельсон в течение короткого срока в значительной мере укрепил аппарат тыловой службы фронта и улучшил снабжение войск фронта материальными средствами. В период проведения операций войсками  по освобождению территории Чехословакии и городов Ужгород и Мукачево умело руководил тылами фронта и несмотря на тяжелые условия горной местности и бездорожья сумел своевременно и бесперебойно обеспечивать войска фронта всем необходимым для жизни и боя, при этом лично контролируя работу тылов соединений и частей.
За успешное и бесперебойное  снабжение войск фронта материальными средствами в тяжелых условиях карпатских гор, за самоотверженность и неутомимую работу Указом Президиума Верховного Совета СССР от 23 мая 1945 года — генерал-майор Кацнельсон награждён орденом Кутузова I степени.
После войны — комиссар Управления тыла военного округа. В 1948 году окончил Высшие курсы при академии Генерального штаба и стал начальником Управления тыла Приволжского военного округа.
Уволен в отставку 19 июня 1950 года.
Умер в 1996 году.
Его брат — Кацнельсон, Анатолий Анисимович.

## Награды
- орден Ленина (1946)
- два ордена Красного Знамени (23.04.1942, 03.11.1944)
- орден Кутузова I степени (23.05.1945)
- два ордена Отечественной войны I степени (27.08.1943[11] , 06.04.1985)
- орден Красной Звезды
- Медали СССР.